# Viettesia rufibasis
Viettesia rufibasis är en fjärilsart som beskrevs av De Toulgoët 1959. Viettesia rufibasis ingår i släktet Viettesia och familjen björnspinnare. Inga underarter finns listade i Catalogue of Life.